# Шпортьки
Шпортьки́ —  село в Україні, у Новосанжарській селищній громаді Полтавського району Полтавської області. Населення становить 125 осіб. До 2020 орган місцевого самоврядування — Судівська сільська рада. 

## Географія
Село Шпортьки знаходиться на правому березі річки Полузір'я, вище за течією на відстані 2 км розташоване село Грекопавлівка, нижче за течією на відстані 2,5 км розташоване село Назаренки, на протилежному березі - села Бридуни та Судівка.

## Назва
На старих картах село називалось Романці.

## Населення

### Мова
Розподіл населення за рідною мовою за даними перепису 2001 року:
| Мова       | Кількість | Відсоток |
| ---------- | --------- | -------- |
| українська | 120       | 96%      |
| російська  | 5         | 4%       |
| Усього     | 125       | 100%     |

## Історія
12 червня 2020 року, відповідно до розпорядження Кабінету Міністрів України № 721-р «Про визначення адміністративних центрів та затвердження територій територіальних громад Полтавської області», село увійшло до складу Новосанжарської селищної громади.
19 липня 2020 року, в результаті адміністративно - територіальної реформи та ліквідації Новосанжарського району, село увійшло до складу новоутвореного Полтавського району Полтавської області.

## Галерея

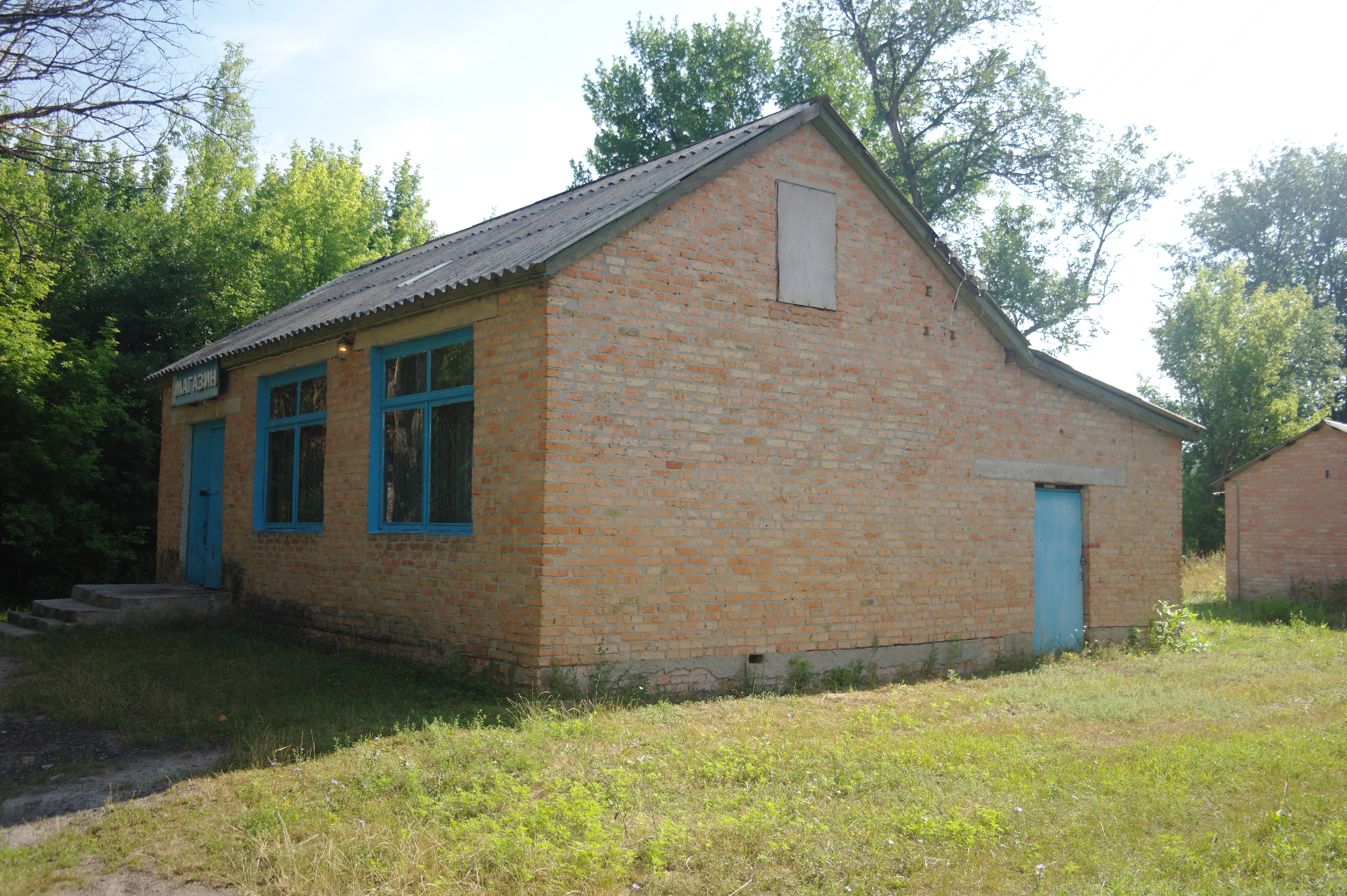
Магазин
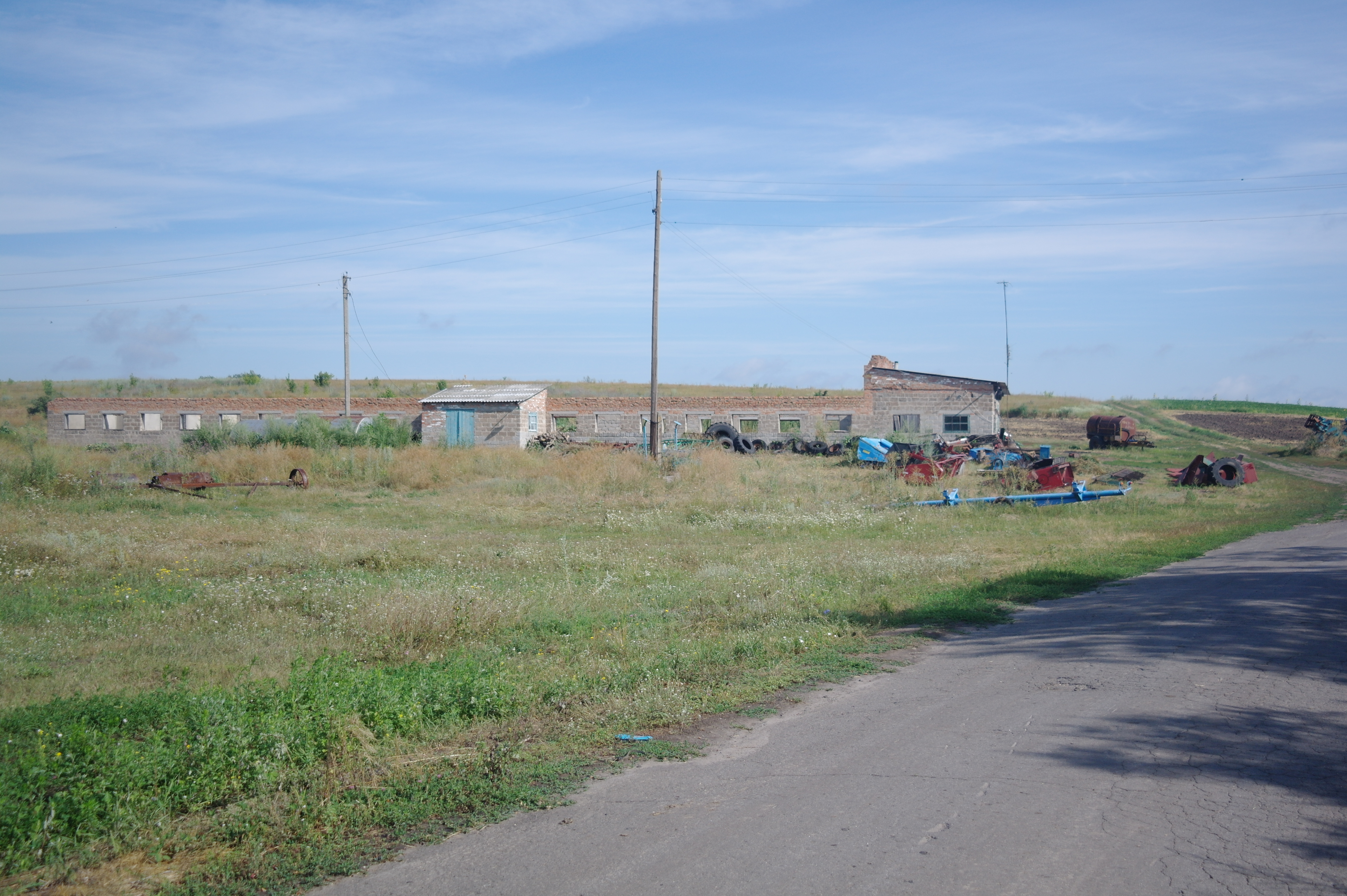
Сільське господартство
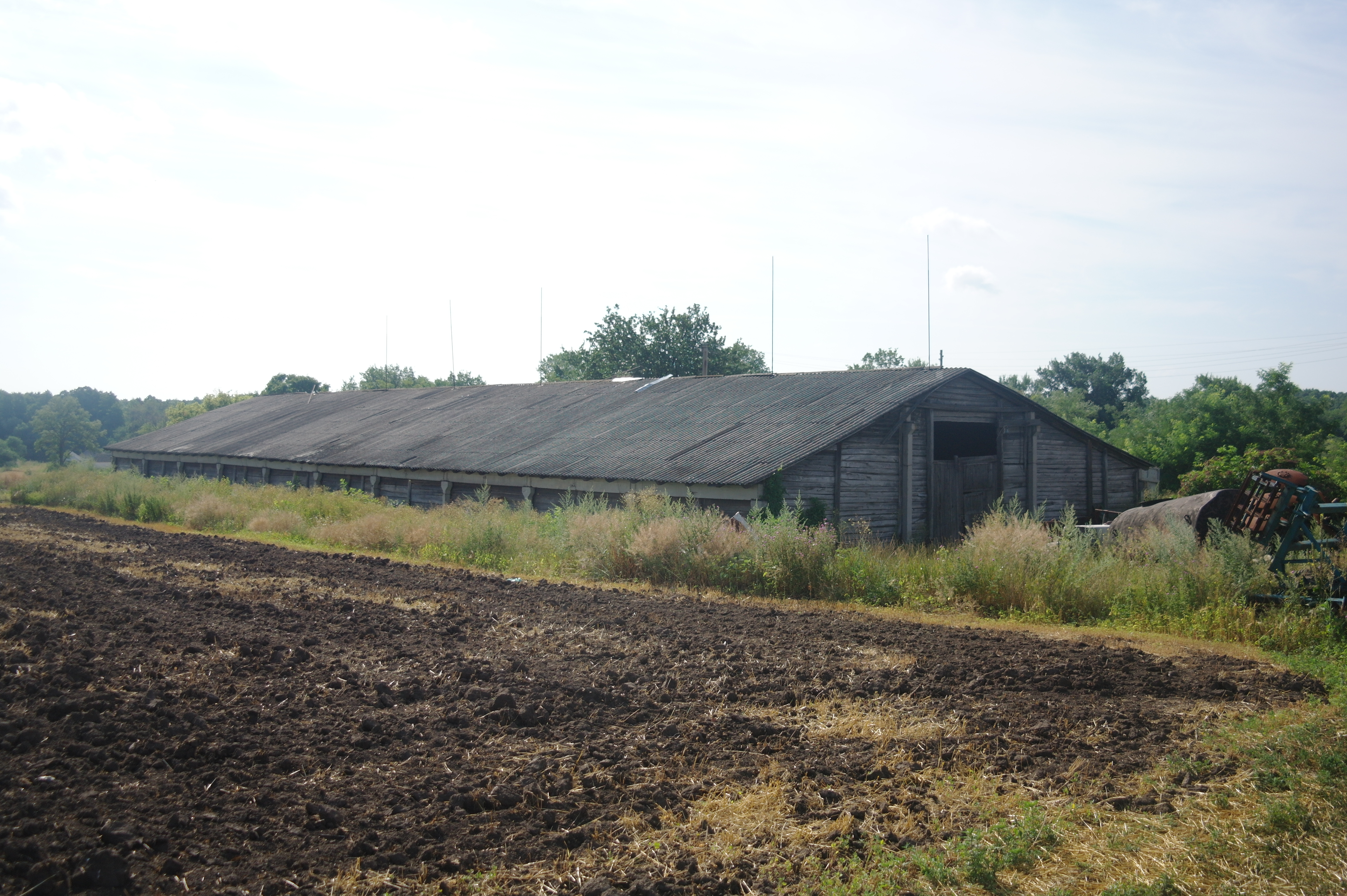
Сільське господартство
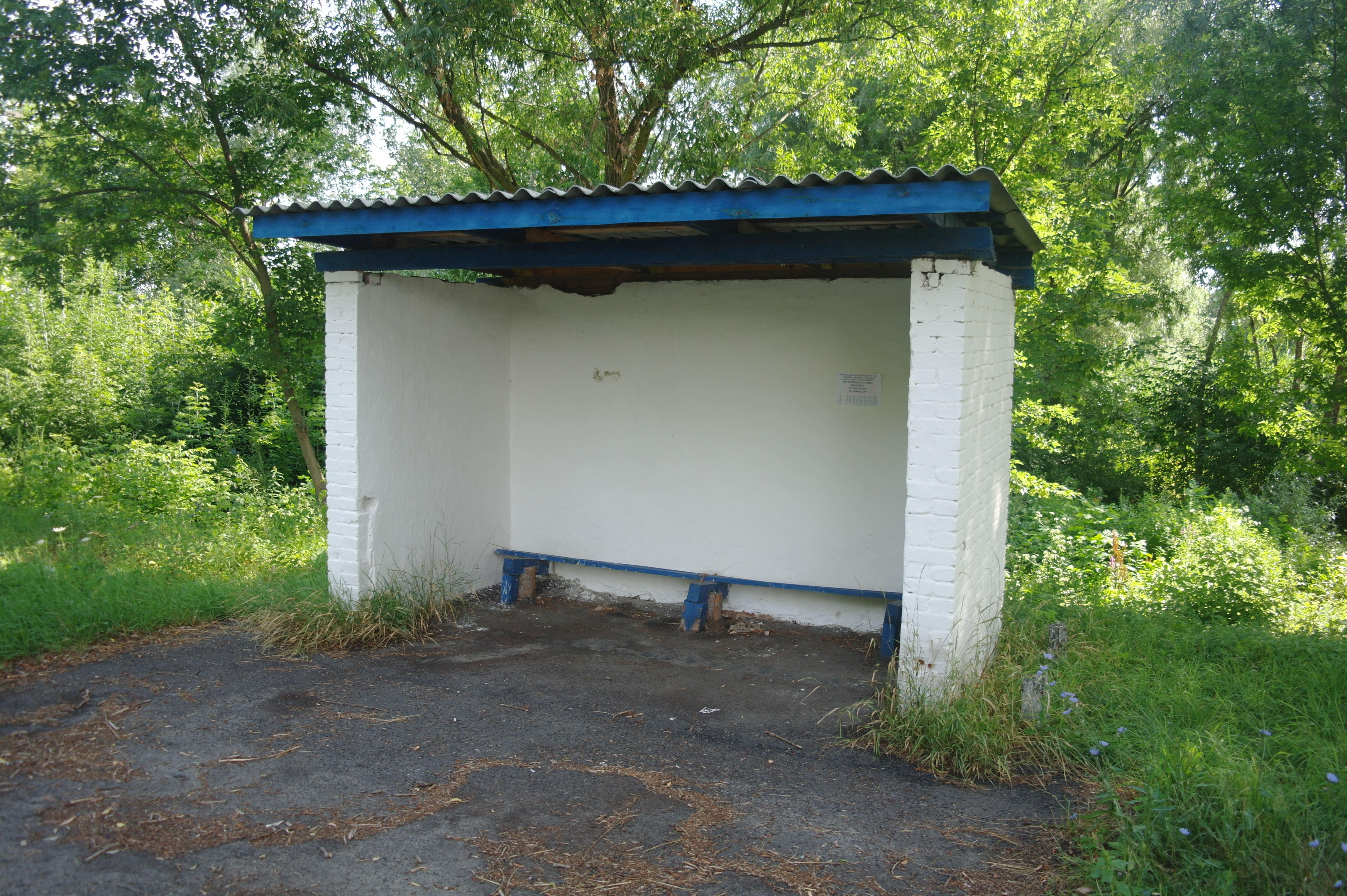
Зупинка
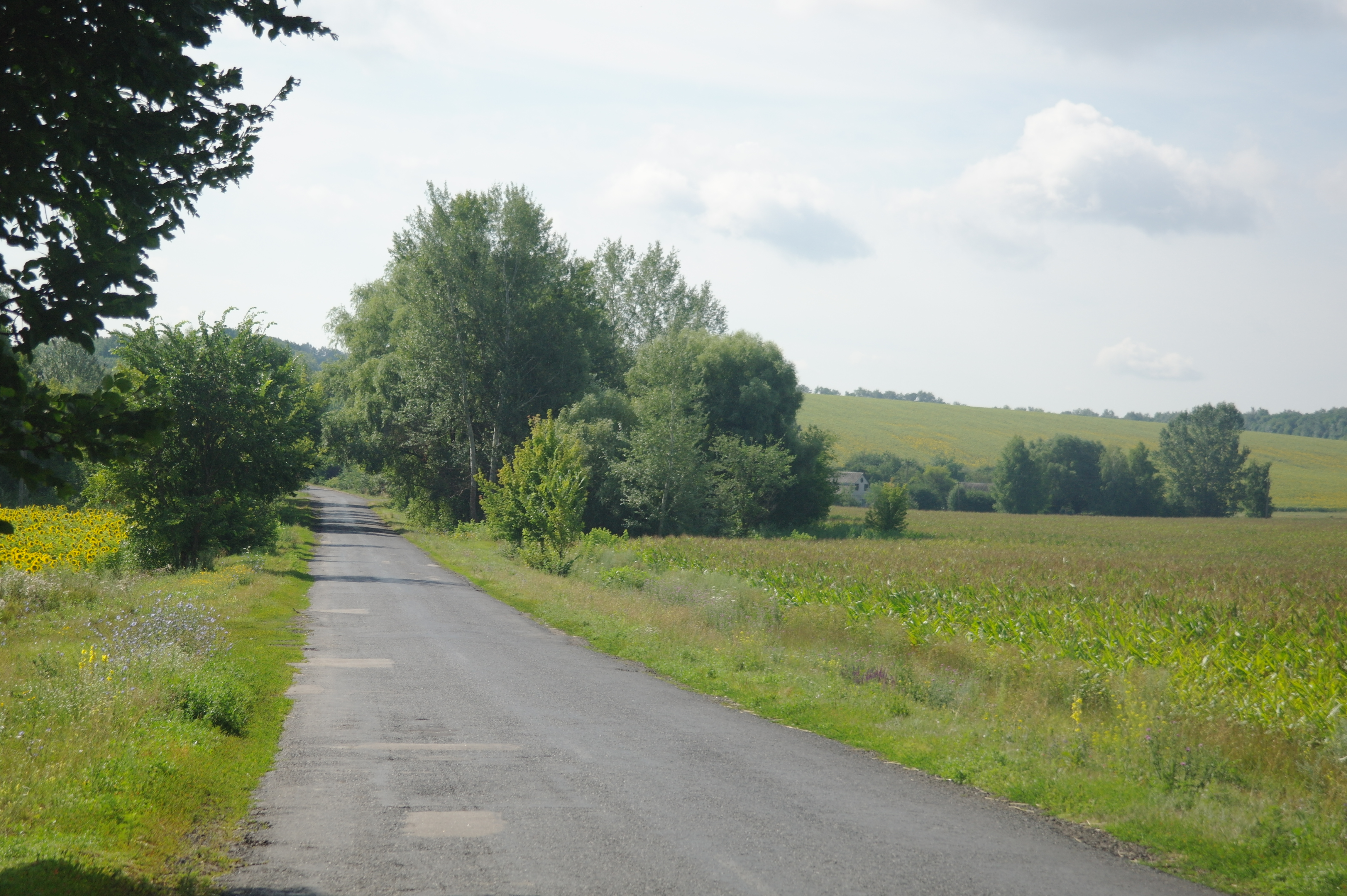
Західний в'їзд у село